# Halv-dollar
En halv-dollar er halvdelen af en dollar eller 50 cents.
Den findes som en møntenhed i flere forskellige udformninger, men anvendes ikke så meget mere.
Den sidst prægede halv-dollar udkom i 1964 til minde om Præsident John F. Kennedy.